# Santa Ana de Yusguare
Santa Ana de Yusguare – gmina (municipio) w południowym Hondurasie, w departamencie Choluteca. W 2010 roku zamieszkana była przez ok. 13,5 tys. mieszkańców.

## Położenie
Gmina położona jest w środkowej części departamentu. Graniczy z 3 gminami:
- Choluteca od północy i zachodu,
- Namasigue od południowego zachodu,
- El Corpus od południa i wschodu.

## Demografia
Według danych honduraskiego Narodowego Instytutu Statystycznego na rok 2010 struktura wiekowa i płciowa ludności w gminie przedstawiała się następująco:
| Wiek                  | 0–3   | 4–6   | 7–12  | 13–17 | 18–24 | 25–64 | 65+ | razem  |
| Santa Ana de Yusguare | 1 558 | 1 078 | 2 013 | 1 610 | 1 865 | 4 793 | 606 | 13 524 |
| Mężczyźni             | 777   | 518   | 1 021 | 793   | 936   | 2 322 | 273 | 6 640  |
| Kobiety               | 781   | 560   | 992   | 817   | 929   | 2 471 | 333 | 6 883  |